# Митани
Митани (от хетски) или Ханигалбат (от асирийски) е слабо организирана държава, в която се говори най-вече хуритски език, съществувала в днешна Северна Сирия и Югоизточна Анатолия в периода 1500 – 1300 г. пр.н.е.

## История
Създадена е от индоарийска аристокрация, която управлява преобладаващо хурийско население и става регионална сила след като хетите унищожават каситски Вавилон.
В началото основен противник на Митани е Новото египетско царство, но при възхода на Хетското царство и преди битката при Кадеш, Митани се съюзява с Египет срещу хетите. Във възхода си, през XIV в. пр.н.е., градовете му са концентрирани около столицата Уашукани, която според археолозите се намира в горното течение на река Хабур. Накрая Митани попада под властта на хетите, а впоследствие и на Асирия, като накрая става просто провинция на Средноасирийската империя.
Сферата на влияние се усеща от хурийските топоними, личните имена и срещания при археологически разкопки из цяла Сирия уникален тип керамика.
През юли 2019 при изпускане водата от язовир Мосул е разкрит археологически обект датиран като Кемуне.